# 钱惟灏
钱惟灏（?—?），錢塘（今浙江杭州）人。吴越忠懿王錢俶第四子，錢惟演、錢惟濟的兄弟。
钱惟灏随父錢俶降北宋，在宋朝为昭州（今广西壮族自治区桂林市平乐县）刺史。长兄钱惟濬，安远军节度使、开府仪同三司、检校太师兼中书令、萧国公。次兄钱惟治镇国军节度使、特进、检校太师。三哥钱惟渲，潍州团练使。五弟钱惟溍，武卫将军。六弟钱惟漼，早年出家为僧，法名净照，后任安国县法华寺住持。七弟衙内都指挥使钱惟演。八弟衙内指挥使钱惟济。